# Yona Wallach
Pour les articles homonymes, voir Wallach.
Yona Wallach (en hébreu : יונה וולך) est une poétesse israélienne née à Tel Aviv le 10 juin 1944, morte le 29 septembre 1985. 

## Biographie
Née en 1944 à Tel Aviv, en Palestine, où ses parents sionistes étaient arrivés en tant que jeunes pionniers au début des années 1930. Elle  grandit (et vit une grande partie de sa vie) à Kafr 'Ana, à l'époque un petit village agricole et ancienne localité palestinienne, un peu à l'Est de Tel-Aviv. Elle est orpheline de père à 4 ans, ce père ayant été tué pendant la guerre israélo-arabe de 1948-1949. Renvoyée de son lycée, elle  n'est jamais allée à l'université. À dix-sept ans, Wallach s'inscrit à l'Institut Avni, une école des beaux-arts réputée de Tel-Aviv mais ne termine pas non plus ces études artistiques.
En 1964, elle publie ses premiers poèmes. Ces textes dans les revues Achshav et Siman Kriah se font rapidement remarquer, des poèmes où se mêlent étroitement et audacieusement la psychologie de Carl Jung, le mysticisme et la spiritualité ainsi que la bisexualité. Ainsi, dans son poème Yonatan, elle se dépeint comme un jeune homme, Yonatan, que décapitent d'autres garçons qui ont soif de son sang.
Après ses premières publications, elle traverse des années chaotiques, dans la promiscuité sexuelle, les drogues dures et la folie. Elle est internée à deux reprises dans des institutions psychiatriques, au milieu des années 1960 et au début des années 1970. Mais devenue notoire à la suite de ses publications de poésie, elle est acceptée à la Fondation de Tel-Aviv pour la culture et l'art dans ces années 1970, et remporte  plusieurs prix littéraires entre 1977 et 1978. 
Par ailleurs, elle écrit et chante des textes pour un groupe de rock israélien. 
Yona Wallach meurt prématurément, à 41 ans, en 1985.